# دان وليامز (لاعب كرة قدم أمريكية)
دان وليامز (بالإنجليزية: Dan Williams)‏ هو لاعب كرة قدم أمريكية أمريكي، ولد في 15 ديسمبر 1969 في يبسيلانتي في الولايات المتحدة.

## وصلات خارجية
- دان وليامز على موقع مرجع كرة القدم المحترفة.كوم (الإنجليزية)